# حمام الشروانشاهيين
حمام الشروانشاهيين - (بالأذرية: Saray hamamı) هو حمام واقعة في الجزء الشرقي من ساحة مجمع قصر الشروانشاهيين.

## التاريخ
مثل جميع حمامات في المدينة القديمة، هذا الحمام أيضا تم البناء تحت الأرض للحفاظ على درجة حرارة ثابتة.
تم العثورالحمام يالصدفة في عام 1939، و في 1953 تم تنظيفه جزئيًا. 
وتم حفظه حمام الشروانشاهيين في عام 1961. تمت استعادة الجانب الأيسر من الحمام، واحتفظ الجانب الأيمن بشكله السابق. 
ينتمي أسلوب بناء المبنى إلى مدرسة باكو-أبشيرون للمعمارية.
في الزاوية اليمنى من الحمام يوجد الغرفة الكبيرة وغرفتين صغيرة. من المفترض أن تنتمي هذه الغرف إلى الملك نفسه.